# Rosellinia papaverea
Rosellinia papaverea är en svampart som först beskrevs av Berk. & Broome, och fick sitt nu gällande namn av Ces. & De Not. 1882. Rosellinia papaverea ingår i släktet Rosellinia och familjen kolkärnsvampar.   Inga underarter finns listade i Catalogue of Life.